# João Batista de Castro Rebelo Júnior

João Batista de Castro Rebelo Júnior, (Salvador, 25 de novembro de 1853 — Salvador, 1912), foi um poeta e jornalista, brasileiro, patrono da Cadeira 37 da Academia de Letras da Bahia.   

## Biografia
Filho de João Batista de Castro Rebelo e de Carlota Adelaide Moreira de Macedo. Seu pai foi deputado provincial (1886-1887).   
Castro Rebelo Júnior fez seus primeiros estudos na cidade do Salvador, indo mais tarde  estudar  na  Faculdade  de Direito  de Pernambuco,  na  qual  se diplomou em 1875.  
Homem de grande potencial literário , o poeta Castro Rebelo Júnior fundou,  em  1896,  o  diário “A Bahia”,  com  Xavier  Marques,  Sá  de  Oliveira  e  Virgílio  de Lemos,  a quem se associaram mais tarde Metódio Coelho e Odilon Santos. 
Quando Arlindo Fragoso fundou a Academia de Letras da Bahia, em março de 1917, tornou-lhe patrono da Cadeira 37 e destinou a seus irmãos Afonso de Castro Rebelo e Frederico de Castro Rebelo as Cadeiras 36 e 27 de fundadores, respectivamente.  
Faleceu em Salvador no ano de 1912.   